# الكنيسة التوحيدية في ترانسيلفانيا

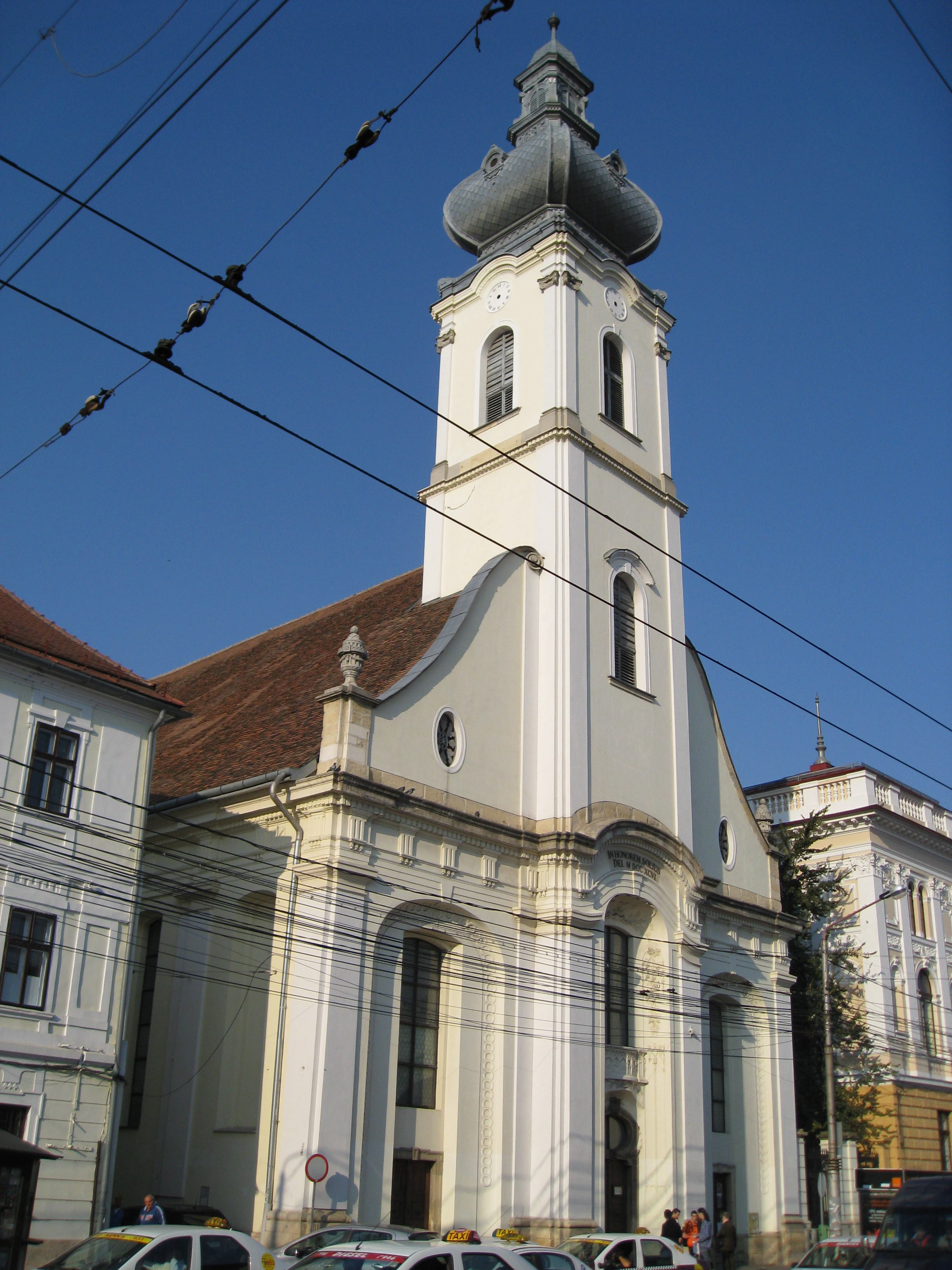
كنيسة توحيدية في كلوج نابوكا.

الكنيسة التوحيدية في ترانسيلفانيا (بالمجرية: Erdélyi Unitárius Egyház؛ بالرومانيّة: Biserica Unitariană din Transilvania) هي كنيسة مسيحية توحيدية، ومقرها في مدينة كلوج نابوكا في ترانسيلفانيا، رومانيا. تأسست الكنيسة في عام 1568 في إمارة ترانسيلفانيا، حيث تمتعت بتأييد الأغلبية المجرية، وهي حاليًا واحدة من 18 طائفة دينية حاصلة على اعتراف رسمي من قبل الدولة الرومانية.
تمثل ترانسلفانيا والموحدين المجريين الفرع الوحيد من مذهب التوحيدية التي لم تتبنى النظام الأبرشاني، وبقيت شبه أسقفية. في حين أن الكنيسة الإيرلندية غير المتحدة مع الكنيسة المشيخية، وهي هيئة متميزة ترتبط ارتباطًا وثيقًا مع مذهب التوحيد، لديها بنية مشيخية. وتدار الكنيسة التوحيدية في ترانسيلفانيا من قبل أسقف واثنين من أمناء عامة، ويتم تقسيم الكنيسة إلى خمسة أسقفيات. منذ مارس 2009، يرأس الكنيسة أسقف وهو القس فيرينك بالنيت بينشيدي. أغلب أتباع الكنيسة من الأقلية العرقية المجرية في رومانيا وتستخدم اللغة المجرية كلغة ليتورجية، كما تدعم وتعلّم التعليم المسيحي.
جنبًا إلى جنب الكنيسة البروتستانتية الكالفينية، واثنين من أجسام الكنائس اللوثرية في رومانيا (الكنيسة الإنجيلية اللوثرية والكنيسة الإنجيلية الاعترافية)، تعمل في إدارة معهد اللاهوت البروتستانتي في مدينة كلوج نابوكا، حيث تملك الكنيسة التوحيدية قسم متميز. وبالإضافة إلى أن الكنيسة تملك اثنين من المؤسسات التعليمية الدينية تعمل على مستوى عال.

## معرض صور

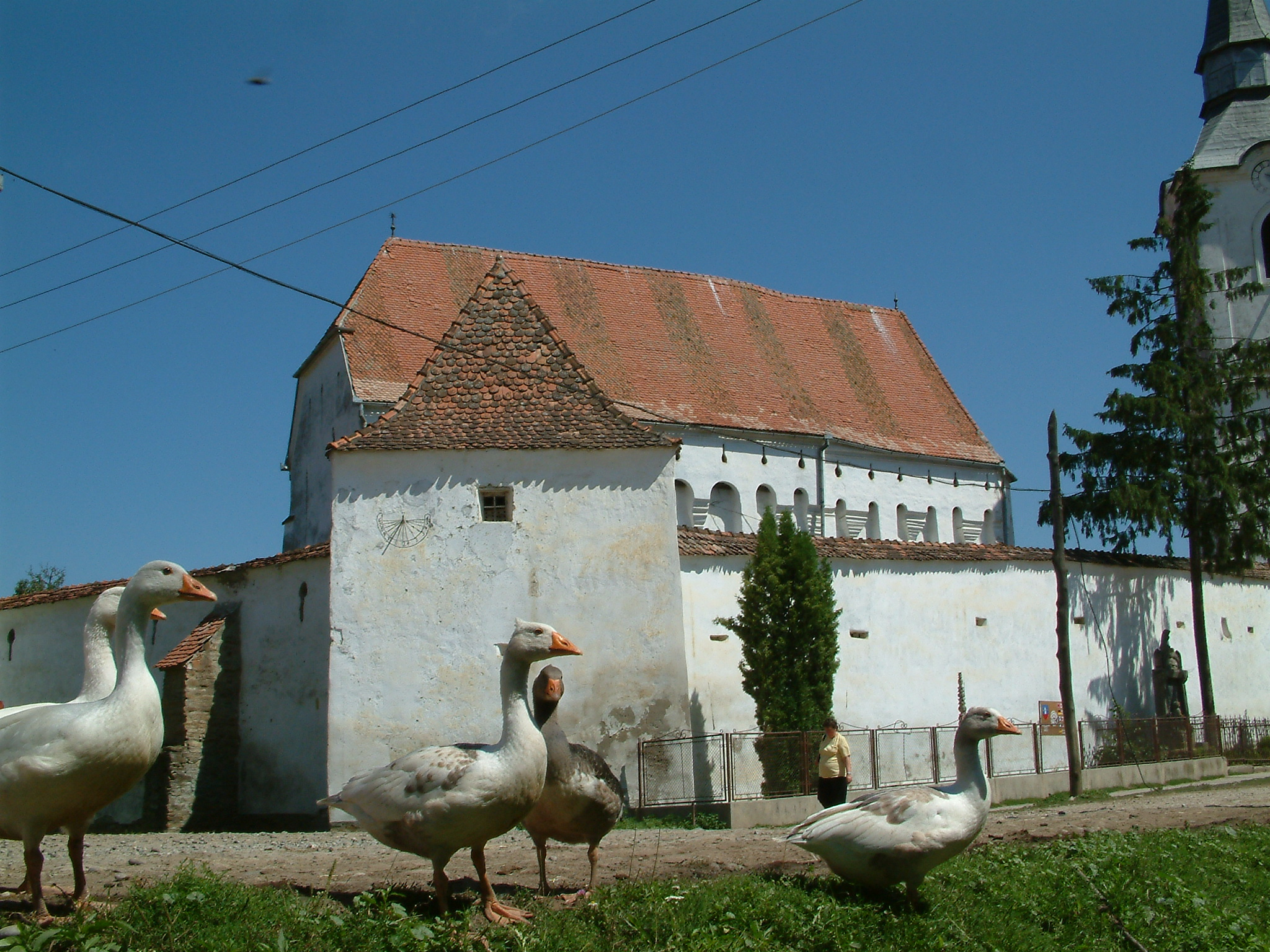
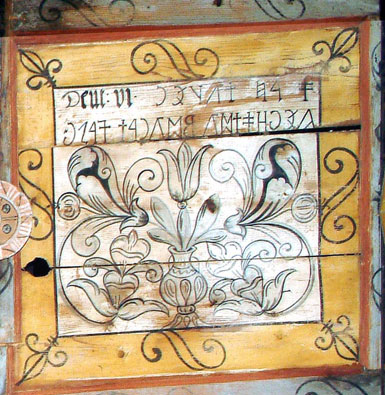
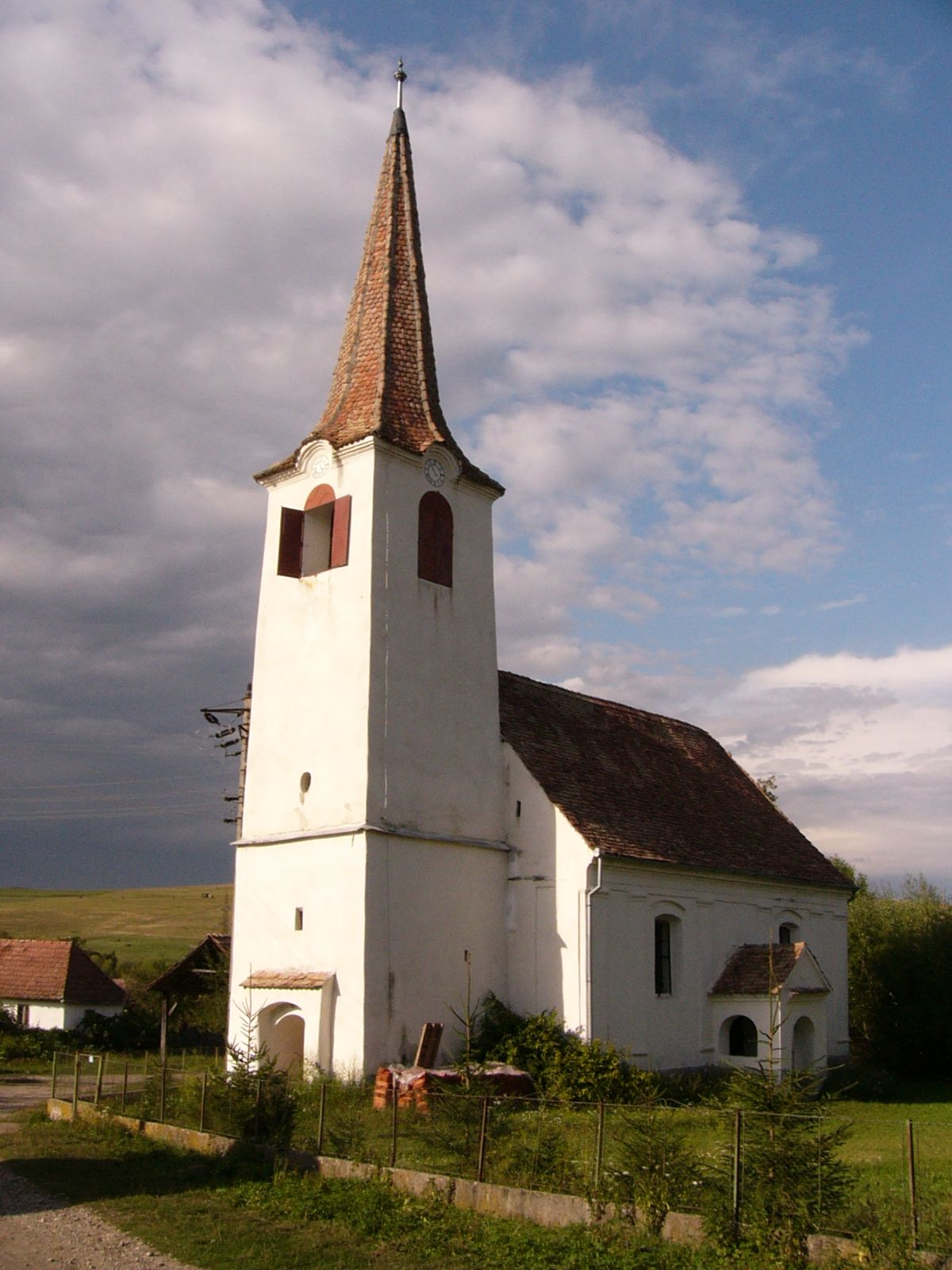
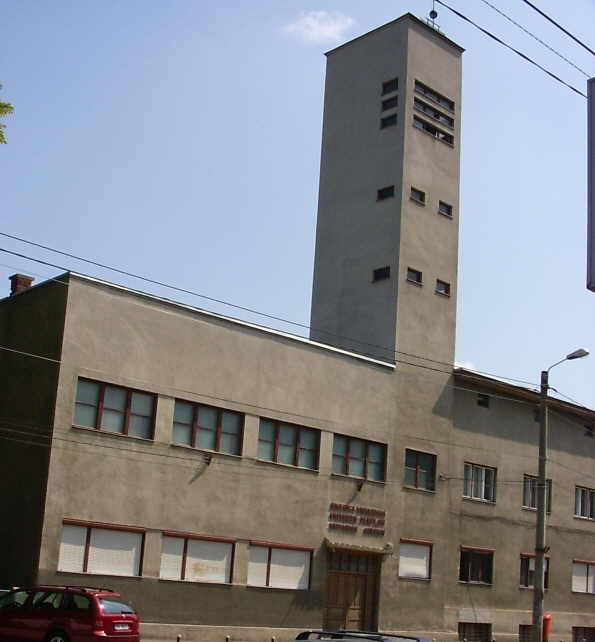
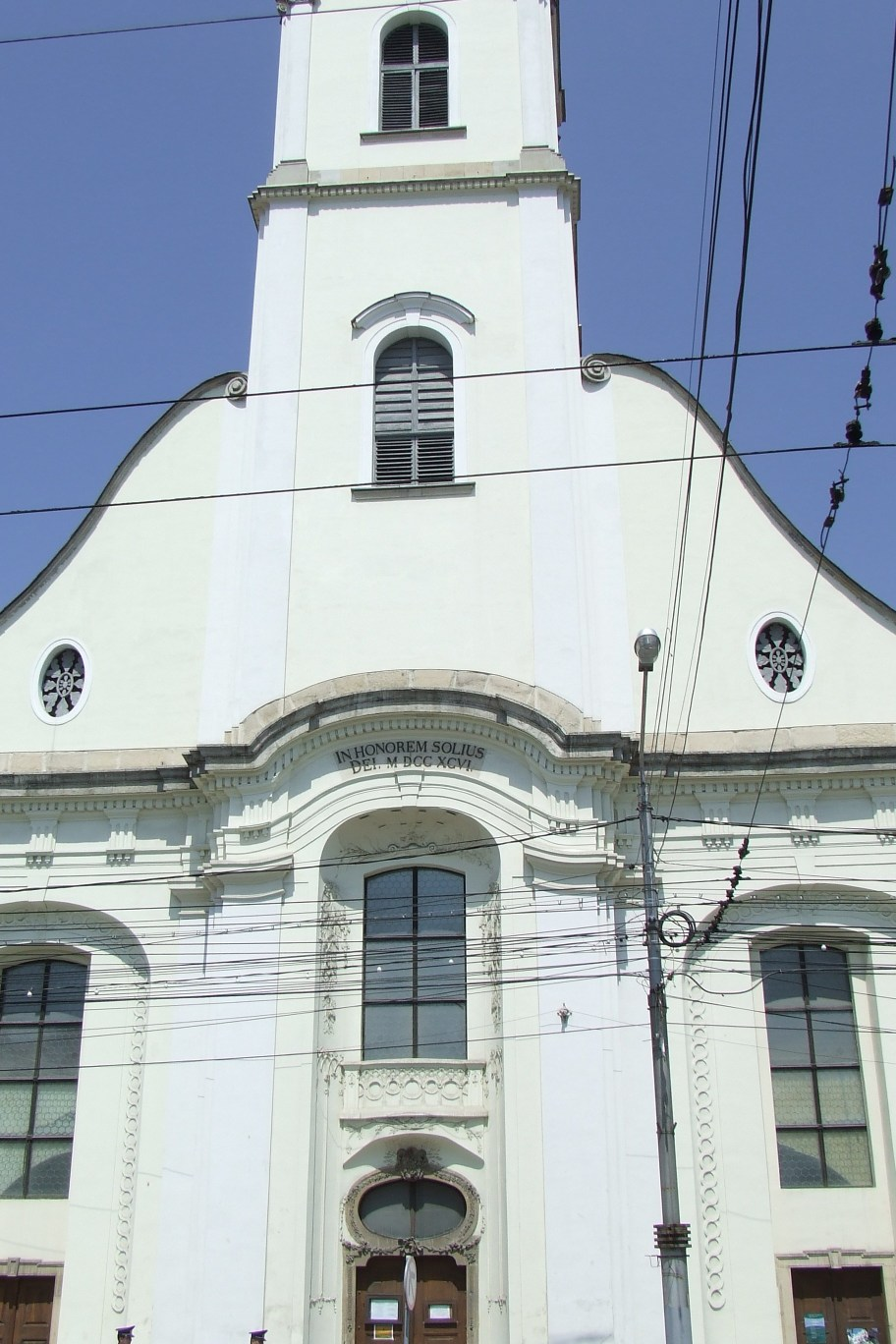